# Здание Московской духовной консистории
Здание Московской духовной консистории — здание в русском стиле, построенное в Москве в 1890-х годах по проекту архитектора В. Г. Сретенского. Расположено по адресу: Мясницкая улица, дом № 3.

## История
В XV веке на месте будущего здания духовной консистории находились палаты Годуновых. Затем здесь было устроено Рязанское духовное подворье, где жили епископы, управлявшие этой епархией. С 1677 года здесь размещался госпиталь для раненых солдат. В 1722 году владение увеличилось за счёт соседнего дома, принадлежавшего ранее царскому окольничему П. И. Потёмкину.
При Екатерине II здесь разместилась Тайная экспедиция с казематами, обнаруженными при сносе зданий в конце XIX века. В одном из казематов сидел Емельян Пугачёв. В 1801 году здания были переданы Приказу общественного призрения.
В 1833 году в двухэтажном здании поместилась духовная консистория со своим архивом, содержавшим метрические книги из всех московских церквей. В 1890-х годах постройки были снесены и 31 июля 1895 года состоялась закладка нового здания. Проект здания в русском стиле был выполнен архитектором В. Г. Сретенским. Рядом архитектором П. П. Виноградовым был пристроен доходный дом, меблированные комнаты которого сдавались в аренду; на первом этаже размещались контора «Мазуринской биржевой артели» и магазин Ю. С. Нечаева-Мальцова.
После революции 1917 года в здании разместилось ВСНХ, при научно-техническом отделе которого была создана библиотека с большим читальным залом. Здесь же находились редакция «Технико-экономического вестника» и книжный магазин государственных технических издательств. 
Сейчас в здании располагается Следственный департамент МВД России.